# Robert Blum (Komponist)
Robert Blum (* 27. November 1900 in Zürich; † 10. Dezember 1994 in Bellikon) war ein Schweizer Komponist und Dirigent.

## Biografisches
Robert Blum erhielt ersten Klavierunterricht bei Reinhold Laquai. Er absolvierte das Konservatorium in Zürich bei Volkmar Andreae (Komposition und Dirigieren) und bei Carl Baldegger (Klavier) und schloss mit dem Diplom als Lehrer für theoretische Fächer ab. Dann ging er nach Berlin und setzte seine Studien der Komposition bei Ferruccio Busoni fort. Nach seiner Rückkehr in die Schweiz war er als freischaffender Komponist und Dirigent verschiedener Chöre und Orchester tätig. Von 1943 bis 1973 wirkte er als Dozent an der Musikakademie Zürich. Sein umfangreiches Œuvre enthält Werke aus zahlreichen Musikgattungen.

## Werke

### Werke für Orchester
- 1922: Drei Stücke für Orchester
- 1926: Sonata da chiesa für grosses Orchester
- 1927: Dritte Sinfonie (Sinfonie Nr. 3) für Orchester
- 1929: Partita für Orchester
- 1934: Ouvertüre für ein Variété-Theater für grosses Orchester
- 1935: Zweite Partita für kleines Orchester. Alexander Schaichet in Freundschaft gewidmet.
- 1946: Suite symphonique du film «La derniére chance» (Sinfonische Suite aus dem Film «Die letzte Chance») für grosses Orchester
- 1946: Suite symphonique du film «Marie-Louise» pour orchestre sinfonique
- 1946: Ouvertüre zu einer heroischen Tragödie für grosses Orchester
- 1951: Weihnachtsmusik für grosses Orchester
- 1951: Orchestersuite nach der Musik von «Four in a jeep», Suite für Orchester aus der Musik des gleichnamigen Films
- 1952: Variationen über den Choral «Aus tiefer Not...» für grosses Orchester
- 1954: Ouvertüre über schweizerische Volksliedmelodien für Orchester
- 1954: Partita Nr. 3
- 1955: Konzert für Orchester
- 1959: Sinfonie Nr. 4 (2. Fassung)
- 1962: Variationen über Introduktion und Oster-Choral «Christ ist erstanden» in der chromatischen Art des Orlando di Lasso für grosses Orchester
- 1967: Ouvertüre zu einem barocken Spiel für grosses Orchester
- 1968: Sinfonie Nr. 8. Bekannt unter dem Namen «Seldwyla-Sinfonie», nach Gottfried Kellers Novelle: Die mißbrauchten Liebesbriefe
- 1969: Sinfonie Nr. 6
- 1977: Musik über einen alten Kuhreihen für grosses Orchester
Ländliche Suite für grosses Orchester
Ouvertüre zu einer barocken Komödie (2. Fassung)
Partita Nr. 1
Präludium für grosses Orchester
Sinfonie Nr. 4 (1. Fassung)
Sinfonie Nr. 5
Sinfonie Nr. 7
Sinfonie Tenebrae factae sunt für grosses Orchester
Sinfonische Suite

### Werke für Blasorchester
- 1937: Schiffleuten Marsch
- 1957: Ouvertüre über Schweizerische Volkslieder
- 1964: Festmarsch
- 1974: Bellikoner Fest-Ouvertüre «Meiner schönen Wohngemeinde Bellikon gewidmet.» (1. Fassung)
- 1974: Capriccio sinfonico
- 1974: Musica festiva
- 1976: Sinfonische Metamorphosen eines alten Landsknechtsliedes
- 1978: Bellikoner Festouvertüre (2. Fassung)
- 1978: Sinfonische Evolutionen, Ouvertüre senza nomine
- 1989: Sinfonietta
- Le Tombe di Ravenna

### Werke für Chor mit Blasorchesterbegleitung
- 1971: Hymnus an den Erzengel Michael nach dem Vorspiel zum Oratorium: Erzengel Michael für gemischten Chor, Blasorchester und Orgel
- 1974: Bellikoner-Kantate für Männer und gemischten Chor und Blasorchester – Text: Ernst Kappeler
- Cantare e sonare für gemischten Chor und Blasorchester
  1. Wanderlied im Morgenhauch
  2. Blauer Abend
  3. September am Gestade
  4. Letztes Licht
  5. Vagabundenlied
  6. Stundenlied
  7. Föhnwacht
  8. Ausblick
  9. Beim Sonnenwirt
- Neun Chöre für Chor (SATB) und Blasorchester – Text von Georg Thürer
- Für ein Gesangfest im Frühling für gemischten Chor und Blasorchester – Text von Gottfried Keller
- Der Rütlischwur für die Festaufführung anlässlich des offiziellen Schweizertages am 1. August an der Weltausstellung 1967 in Montreal (Kanada) für Chor und Blasorchester aus Wilhelm Tell von Friedrich Schiller

### Werke für Klavier
- 1975 Fünf Klavierstücke (Preludio, Ostinati, Alla Gagliarda, Aria, Capriccio)
- 1979 Toccata per Pianoforte

## Filmmusiken (Auswahl)
Robert Blum erschuf von 1933 bis 1966 die Musik für Filme der Produktionsgesellschaft Praesens Film. Ausserdem war er u. a. für Gloriafilm und weitere Filmproduktionsgesellschaften tätig.
- 1933: Wie d’Warret würkt
- 1935: Jä-soo!
- 1938: Füsilier Wipf
- 1939: Kriminalkommissar Studer (Wachtmeister Studer)
- 1940: Fräulein Huser
- 1940: Die missbrauchten Liebesbriefe
- 1941: Landammann Stauffacher
- 1941: Gilberte de Courgenay
- 1942: Der Schuss von der Kanzel
- 1942: Das Gespensterhaus
- 1943: Wilder Urlaub
- 1944: Marie-Louise
- 1945: Die letzte Chance
- 1947: § 51 – Seelenarzt Dr. Laduner (Matto regiert)
- 1948: Die Gezeichneten
- 1949: Swiss Tour
- 1951: Die Vier im Jeep
- 1952: Heidi
- 1953: Sie fanden eine Heimat (Unser Dorf)
- 1954: Uli der Knecht
- 1955: … Und ewig ruft die Heimat (Uli der Pächter)
- 1957: Die Angst vor der Gewalt (Der 10. Mai)
- 1958: Die Käserei in der Vehfreude
- 1960: Anne Bäbi Jowäger (Teil 1)
- 1961: Anne Bäbi Jowäger (Teil 2)
- 1961: Die Schatten werden länger
- 1964: Von allen geehrt… Der Leidensweg des Menschenfreundes Henri Dunant (Dokumentarfilm)
- 1964: Menschen der Berge (Geld und Geist)
- 1964: Wehrhafte Schweiz (Kurzfilm)
- 1966: Angeklagt nach § 218 (Der Arzt stellt fest…)

## Besonderes
Robert Blum lebte seit 1959 in der kleinen Aargauer Gemeinde Bellikon, anlässlich seines 100. Geburtstages, wurde eine Strasse nach ihm benannt.